# Boronia kalumburuensis
Boronia kalumburuensis är en vinruteväxtart som beskrevs av M. F. Duretto. Boronia kalumburuensis ingår i släktet Boronia och familjen vinruteväxter. Inga underarter finns listade i Catalogue of Life.